# Wiaczasłau Adamowicz (starszy)
Wiaczesław Adamowicz (starszy), biał. Вячаслаў Антонавіч Адамовіч (ur. 1864, zm. 1939) – białoruski działacz narodowy, pułkownik Armii Imperium Rosyjskiego. Ojciec Wiaczasłaua Adamowicza (młodszego).

## Życiorys
Jego biografia jest słabo znana, często przypisuje mu się zasługi syna. W latach 1907–1914 był redaktorem wydawanej w Kownie gazety „Siewiero-Zapadnyj Telegraf”. W 1917 roku został członkiem Białoruskiej Socjalistycznej Hromady, uczestniczył też w Pierwszym Kongresie Wszechbiałoruskim w Mińsku. Działał w białoruskich strukturach wojskowych – został mianowany wiceprzewodniczącym Białoruskiej Centralnej Rady Wojskowej, a w latach 1919–1920 zatrudniony był w Białoruskiej Komisji Wojskowej. Był współzałożycielem Białoruskiej Partii Chłopskiej „Zielony Dąb”, politycznego ramienia oddziałów „zielonych” (partyzantki antysowieckiej złożonej z chłopów i dezerterów), których dowódcą był jego syn. 16 listopada 1920 roku w Mozyrzu został ogłoszony premierem tymczasowego, pro-polskiego rządu Białoruskiej Republiki Ludowej, powstałego z przekształcenia Białoruskiego Komitetu Politycznego, utworzonego przy Armii Ochotniczej generała Bułak-Bałachowicza. Później pełnił funkcję prezesa Białoruskiego Komitetu Politycznego. Finalnie wycofał się z działalności politycznej i zamieszkał w Wilnie.